# Жмеринська угода
Угода між РПАУ(м) та Директорією УНР — військово-політична угода, укладена 20 вересня 1919 року між представниками армії УНР та Революційної повстанської армії України  .

## Історія
Наприкінці 1919 року РПАУ, перебуваючи в центральній Україні, опинилося в оточенні, з одного боку махновці тримали незамкнену кругову лінію фронту проти Добровольчої армії, з іншого боку в тилу у махновців була Армія УНР, яка не вела активних бойових дій проти повстанців.
У вересні 1919 року в колах вищого командного складу махновців обговорювалася ідея військового союзу між Армією УНР та РПАУ, представники Петлюри цього ж місяця з'явилися до штабу РПАУ та запропонували руку допомоги повстанцям обіцяючи у разі укладання договору допомогти боєприпасами та спорядженням.
20 вересня 1919 року на станції Жмеринка було укладено військовий союз, з боку махновців угоду підписав Волін та Чубенко, з боку з боку петлюрівців Петлюра та Тютюник.
У цьому договорі петлюрівці прагнули знайти союзників у протистоянні з Білою армією, тоді як махновці також шукали підтримку у боротьбі проти Денікіна. Обидві сторони мали спільну мету отримати боєприпаси та медикаменти, а також використовувати тилові лазарети.
Додатково, повстанці спрямовували свої зусилля на розкладання армії Петлюри та відсторонення його від військового керівництва.
На підставі угоди понад три тисячі хворих та поранених бійців, частину біженців ми передали петлюрівцям. Вони були розміщені у госпіталях Вінниці, Жмеринки, а частина була відправлена на лікування до Галичини. РПАУ відводилася територія, глибиною 60 і шириною 40 верст. Махнівці лише в оперативному відношенні щодо інстанції мали узгоджувати плани з генштабом петлюрівців.
Щодо нового політичного пункту, що визначав свободу пропаганди власних ідей за межами обмеженої території на петлюрівській землі і в інший бік, Петлюрою це було відхилено. Він передбачав, що пропаганда махновців серед його армії обов'язково призведе до розпаду козаків, тому він особисто вирушив на фронт, щоб зустрітися з Махном і уникнути цього небажаного впливу.

22 вересня 1919 р. відбулося засідання кабінету народних міністрів УНР на якому С. Петлюра виступив з доповіддю «Про становище на денікінському фронті». Після її обговорення уряд Директорії ухвалив рішення «про необхідність об'єднання всіх українських національних сил для рішучої боротьби проти окупації військами Денікіна на території України». Цю ухвалу можна вважати непрямою ратифікацією урядом УНР союзу з махновцями. 